# Vigmostads kommun
Vigmostads kommun (norska: Vigmostad kommune) var en kommun i Vest-Agder fylke i södra Norge. Kommunen omfattade ett område i den nordvästra delen av nuvarande Lindesnes kommun. Byn Vigmostad utgjorde kommunens centralort.

## Administrativ historik
Vigmostads kommun upprättades den 1 januari 1911 när den dåvarande kommunen Nord-Audnedal delades i två och de båda kommunerna Konsmo respektive Vigmostad bildades. Kommunen hade 923 invånare vid upprättandet.
Den 1 januari 1964 gick kommunen, tillsammans med kommunerna Spangereid och Sør-Audnedal, upp i den då nybildade Lindesnes kommun. Kommunens hade då 589 invånare.